# Fimbriosthenelais minor
Fimbriosthenelais minor är en ringmaskart som först beskrevs av Georges Florentin Pruvot och Emil Racoviţă 1895.  I den svenska databasen Dyntaxa används istället namnet Sthenelais minor. Enligt Catalogue of Life ingår Fimbriosthenelais minor i släktet Fimbriosthenelais och familjen Sigalionidae, men enligt Dyntaxa är tillhörigheten istället släktet Sthenelais och familjen Sigalionidae. Arten har ej påträffats i Sverige. Inga underarter finns listade i Catalogue of Life.